# Oberzetzscha
Oberzetzscha bildet als eine von vier Ortslagen den Hauptort des Ortsteiles Zetzscha der Skat- und Residenzstadt Altenburg in Ostthüringen.

## Lage
Südlich des Kammerforst und der Landesstraße 1355 sowie nördlich der Bundesstraße 180 liegt nicht nur Oberzetzscha, sondern auch Unterzetzscha und die anderen beiden zum ländlichen Stadtteil gehörenden Orte Rautenberg und Knau, die mit Zetzscha 1994 der Stadt Altenburg eingegliedert worden sind. Dieser ländliche Raum befindet sich im landwirtschaftlich geprägten Altenburger-Zeitzer-Lösshügelland im Anschluss an die Leipziger Tieflandbucht.

## Geschichte

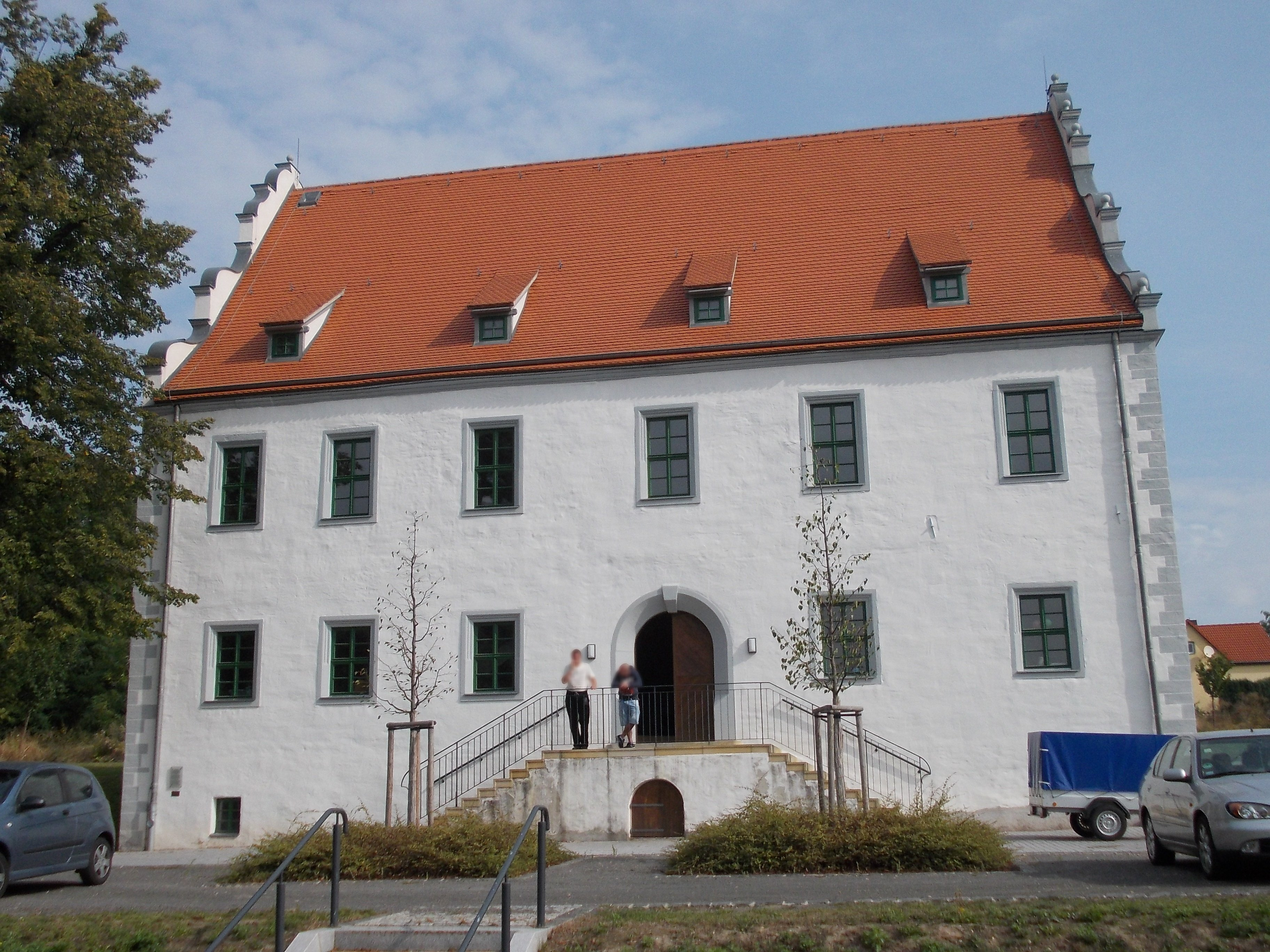
Herrenhaus, Eingangsseite

Am 10. November 1290 wurde das Dorf Oberzetscha erstmals urkundlich erwähnt. Der Ort gehörte zum wettinischen Amt Altenburg, welches ab dem 16. Jahrhundert aufgrund mehrerer Teilungen im Lauf seines Bestehens unter der Hoheit folgender Ernestinischer Herzogtümer stand: Herzogtum Sachsen (1554 bis 1572), Herzogtum Sachsen-Weimar (1572 bis 1603), Herzogtum Sachsen-Altenburg (1603 bis 1672), Herzogtum Sachsen-Gotha-Altenburg (1672 bis 1826). Bei der Neuordnung der Ernestinischen Herzogtümer im Jahr 1826 kam der Ort wiederum zum Herzogtum Sachsen-Altenburg. Nach der Verwaltungsreform im Herzogtum gehörte er bezüglich der Verwaltung zum Ostkreis (bis 1900) bzw. zum Landratsamt Altenburg (ab 1900). Das Dorf gehörte ab 1918 zum Freistaat Sachsen-Altenburg, der 1920 im Land Thüringen aufging. 1922 kam es zum Landkreis Altenburg.
Das Renaissance-Herrenhaus des Ritterguts in Oberzetzscha wurde 1567 durch die Familie von Stange erbaut, ab 1609 folgten wechselnde Besitzer. Das Gebäude hat einen repräsentativen Schaugiebel auf der Ostseite und einen etwas schlichteren Westgiebel. Im Obergeschoß befindet sich noch eine Bohlenstube mit dekorativen Wandmalereien (u. a. Jagdszenen, Reiterdarstellungen), auch in anderen Räumen sind bauzeitliche Farbfassungen sowie teilweise noch übermalte ornamentale Deckenfassungen aus der Renaissance erhalten. In der ersten Hälfte des 19. Jahrhunderts wurde über dem Haupteingang auf der Südseite ein (nicht mehr vorhandenes) Neorenaissance-Zwerchhaus hinzugefügt. Die Sanierung wurde durch die Stadt Altenburg 2012 abgeschlossen, auch mit Unterstützung der Deutschen Stiftung Denkmalschutz, sodass der Ortsteilbürgermeister von Zetzscha seinen Amtssitz in das Herrenhaus verlegte. Vormals war dies der Konsum.
Am 1. Juli 1950 wurde mit der Eingliederung von Knau mit Unterzetzscha und Rautenberg  die Gemeinde Zetzscha gebildet, die am 11. Februar 1994 nach Altenburg eingemeindet wurde. Bei der zweiten Kreisreform in der DDR wurden 1952 die bestehenden Länder aufgelöst und die Landkreise neu zugeschnitten. Somit kam Oberzetscha als Ortsteil von Zetzscha mit dem Kreis Altenburg an den Bezirk Leipzig; jener gehörte seit 1990 als Landkreis Altenburg zu Thüringen und ging 1994 im Landkreis Altenburger Land auf.
Im Jahr 2008 wohnten im Ort 230 Personen.

## Persönlichkeiten
- Theodor Suhnel (1886–1965), Architekt
- Hellmut Peitsch (1906–1950), Politiker der NSDAP